# Skagabyggð
Skagabyggð is een gemeente in het noordwesten van IJsland in de regio Norðurland vestra en heeft 99 inwoners (in 2005). De gemeente ontstond op 31 december 2001 door het samenvoegen van de gemeentes Vindhælishreppur en Skagahreppur. De gemeente ligt aan de oostelijke oever van de Húnaflói.
Húnaþing vestra · Húnabyggð · Skagabyggð · Skagafjörður · Skagaströnd